# Línguas celebes
As línguas celebes são um subgrupo de línguas austronésias faladas na ilha de Celebes'. Quase todas as línguas faladas nas províncias de Celebes Centrais e Celebes do Sudeste pertencem ao grupo das Celebes. Algumas línguas celebes (por exemplo,  Wotu,  Bonerate) estão localizadas na próprias Celebes .

## Subgrupos

### Classificação interna
David Mead (2003a: 125) classifica as celebras da seguinte forma.
- Tomini–Tolitoli
- Kaili–Pamona
- Wotu–Wolio
- Oriental 
  - Saluan–Banggai
  - Sudeste 
    - Bungku–Tolaki
    - Muna–Buton

Mais recentemente, Zobel (2020) propôs que as línguas  Kaili – Pamona e Wotu – Wolio  forma um outro grupo, o Kail - Wolio, que Zobel coloca como um subgrupo primário das Celebes. Além disso, na classificação de Zobel (2020), Kaili – Wolio é colocado como uma irmã do grupo para Tominic – Oriental Celébico, que contém Mead's (2003) Tomini – Tolitol e os grupos Celévico-Orientais.

### Posição nas Austronésias
No estado atual da pesquisa, as línguas celebes são consideradas um ramo principal do subgrupo malaio-polinésio dentro da família de línguas austronésias.

## Proto-Celébica
David Mead (2003a: 125) lista as seguintes mudanças de som para o Proto-Celébico e seus subgrupos.
1. Proto-Malaio-Polinésio para Proto-Celébico
- *C1C2 > *C2 (C1 não nasal)
- *h > Ø
- *d > *r
- *ay, *-ey > *e
- *-aw, *-ew > *o
- *j > *y, Ø

2. Proto-Celébico para Proto-Celébico Oriental
- *e (xivá) > *o
- *-iq > *eq
- antepenúltimo *a > *o

3. Proto- Celébico Oriental para Proto-Saluan–Banggai
- *-awa- > *oa
- *-b, *-g > *p, *k
- *q > *ʔ

4. Proto- Celébico Oriental para Proto-Celébico-Sudeste
- *-w- > Ø
- *s > *s, *h
- *Z > *s
- *ñ > n
- *b > *b, *w

5. Proto-Celébico-Sudeste  para Proto-Bungku–Tolaki
- *q > *ʔ
- *w- > *h
- *ʀ > Ø initialmente e contínua para *i

6. Proto-Celébico-Sudeste para Proto-Muna–Buton
- *w > Ø
- perda da consoante final (?)Referências

1. 1 2  Mead, David (2003a). «Evidence for a Celebic supergroup» (PDF). In:  Lynch, John. Issues in Austronesian historical phonology. Col: Pacific Linguistics 550. Canberra: Pacific Linguistics, Research School of Pacific and Asian Studies, Australian National University. pp. 115–141
2. ↑  Mead, David (2003b). «The Saluan-Banggai microgroup of eastern Sulawesi» (PDF). In:  Lynch, John. Issues in Austronesian historical phonology. Col: Pacific Linguistics 550. Canberra: Pacific Linguistics, Research School of Pacific and Asian Studies, Australian National University. pp. 65–86
3. ↑  Zobel, Erik (2020). «The Kaili–Wolio Branch of the Celebic Languages». University of Hawai'i Press. Oceanic Linguistics. 59 (1/2): 297-346. doi:10.1353/ol.2020.0014
4. ↑  Smith, Alexander D. (2017). «The Western Malayo-Polynesian Problem». Oceanic Linguistics. 56 (2): 435–490. doi:10.1353/ol.2017.0021